# Indianapolis Olympians
Gli Indianapolis Olympians furono una franchigia di pallacanestro che parteciparono al campionato NBA dal 1949 fino al fallimento avvenuto nel 1953. Il loro stadio fu l'Hinkle Fieldhouse

## Storia della franchigia
Gli Indianapolis Olympians furono fondati nel 1949 per rimpiazzare gli Indianapolis Jets. Gli Olympians furono guidati da due alunni della University of Kentucky, Alex Groza e Ralph Beard, protagonisti dalla vittoria della squadra statunitense di basket alle Olimpiadi estive del 1948.
Dopo la stagione 1950-51, Groza e Beard furono squalificati a vita dal commissario NBA del tempo, Maurice Podoloff, quando i due giocatori ammisero di aver truccato alcune partite durante la loro carriera al college. Gli Olympians finirono la stagione 1952-53 con un record di 28-43 e fallirono subito dopo. Conclusero l'esperienza NBA con un record di 132-137 in quattro stagioni.
Gli Olympians detengono ancora il record di squadra vincente nella partita più lunga nella storia NBA, partita giocata il 6 gennaio 1951 contro i Rochester Royals e vinta 75-73.

## Stagioni
| Stagione | Lega | Denominazione          | V  | P  | %    | Piazzamento | Play-off               |
| -------- | ---- | ---------------------- | -- | -- | ---- | ----------- | ---------------------- |
| 1949-50  | NBA  | Indianapolis Olympians | 39 | 25 | 60,9 | 1º          | Finale di division     |
| 1950-51  | NBA  | Indianapolis Olympians | 31 | 37 | 45,6 | 4º          | Semifinale di division |
| 1951-52  | NBA  | Indianapolis Olympians | 34 | 32 | 51,5 | 3º          | Semifinale di division |
| 1952-53  | NBA  | Indianapolis Olympians | 28 | 43 | 39,4 | 4º          | Semifinale di division |

## Palmarès
| Palmarès Indianapolis Olympians |        |           |
|                                 | Titoli | Anni      |
| Titoli di Division NBA          | 1      | 1949-1950 |